# ATP Challenger Roanne
Das ATP Challenger Roanne (offizieller Name: Open International de Tennis de Roanne) ist ein seit 2021 stattfindendes Tennisturnier in Roanne, Frankreich. Es ist Teil der ATP Challenger Tour und wird in der Halle auf Hartplatz ausgetragen.

## Liste der Sieger

### Einzel
| Jahr                    | Sieger         | Finalgegner      | Ergebnis       |
| ----------------------- | -------------- | ---------------- | -------------- |
| 2024                    | Benjamin Bonzi | Matteo Martineau | 7:5, 6:1       |
| 2023: nicht ausgetragen |                |                  |                |
| 2022                    | Hugo Gaston    | Henri Laaksonen  | 6:76, 7:5, 6:1 |
| 2021                    | Hugo Grenier   | Hiroki Moriya    | 6:2, 6:3       |

### Doppel
| Jahr                    | Sieger                           | Finalgegner                    | Ergebnis            |
| ----------------------- | -------------------------------- | ------------------------------ | ------------------- |
| 2024                    | Nicolás Barrientos David Pel     | Jakub Paul Matěj Vocel         | 4:6, 6:3, [10:6]    |
| 2023: nicht ausgetragen |                                  |                                |                     |
| 2022                    | Sadio Doumbia Fabien Reboul      | Dustin Brown Szymon Walków     | 7:65, 6:4           |
| 2021                    | Lloyd Glasspool Harri Heliövaara | Romain Arneodo Albano Olivetti | 7:65, 6:75, [12:10] |